# Pallanuoto alla XXX Universiade - Torneo maschile
Il torneo maschile di pallanuoto alla XXX Universiade si è svolto dal 2 al 14 luglio 2019 nello Stadio del Nuoto di Caserta, in Italia. Le partite delle semifinali e delle finali si svolgeranno, invece, presso la Piscina Scandone di Napoli, in Italia. Il torneo è stato vinto dall'Italia che ha battuto in finale gli Stati Uniti.

## Squadre qualificate
- Australia
- Corea del Sud
- Croazia
- Francia
- Giappone
- Italia
- Regno Unito
- Russia
- Stati Uniti
- Ungheria

## Risultati

### Fase a gironi

#### Gruppo A
| Pos. | Squadra       | Pt | G | V | N | P | GF | GS  | DR  |
| ---- | ------------- | -- | - | - | - | - | -- | --- | --- |
| 1.   | Stati Uniti   | 8  | 4 | 4 | 0 | 0 | 70 | 22  | 48  |
| 2.   | Russia        | 6  | 4 | 3 | 0 | 1 | 76 | 21  | 55  |
| 3.   | Francia       | 4  | 4 | 2 | 0 | 2 | 49 | 31  | 18  |
| 4.   | Regno Unito   | 2  | 4 | 1 | 0 | 3 | 30 | 66  | -36 |
| 5.   | Corea del Sud | 0  | 2 | 0 | 0 | 4 | 15 | 100 | -85 |

| Data     | Ora   | Gara          | Gara   | Gara          |
| -------- | ----- | ------------- | ------ | ------------- |
| 2 luglio | 13:30 | Russia        | 25 - 1 | Regno Unito   |
| 2 luglio | 15:30 | Stati Uniti   | 30 - 3 | Corea del Sud |
| 3 luglio | 09:30 | Regno Unito   | 17 - 9 | Corea del Sud |
| 3 luglio | 11:30 | Russia        | 12 - 4 | Francia       |
| 5 luglio | 13:30 | Corea del Sud | 0 - 22 | Francia       |
| 5 luglio | 15:30 | Regno Unito   | 3 - 17 | Stati Uniti   |
| 6 luglio | 13:30 | Francia       | 8 - 10 | Stati Uniti   |
| 6 luglio | 15:30 | Corea del Sud | 3 - 31 | Russia        |
| 8 luglio | 13:30 | Stati Uniti   | 13 - 8 | Russia        |
| 8 luglio | 15:30 | Francia       | 15 - 9 | Regno Unito   |

#### Gruppo B
| Pos. | Squadra   | Pt | G | V | N | P | GF | GS | DR  |
| ---- | --------- | -- | - | - | - | - | -- | -- | --- |
| 1.   | Italia    | 8  | 4 | 4 | 0 | 0 | 67 | 39 | 28  |
| 2.   | Ungheria  | 6  | 4 | 3 | 0 | 1 | 61 | 43 | 18  |
| 3.   | Croazia   | 4  | 4 | 2 | 0 | 2 | 61 | 56 | 5   |
| 4.   | Australia | 2  | 4 | 1 | 0 | 3 | 35 | 67 | -32 |
| 5.   | Giappone  | 0  | 4 | 0 | 0 | 4 | 55 | 74 | -19 |

| Data     | Ora   | Gara      | Gara    | Gara      |
| -------- | ----- | --------- | ------- | --------- |
| 2 luglio | 17:30 | Croazia   | 17 - 9  | Australia |
| 2 luglio | 19:30 | Italia    | 22 - 11 | Giappone  |
| 4 luglio | 17:30 | Australia | 15 - 14 | Giappone  |
| 4 luglio | 19:30 | Croazia   | 12 - 15 | Ungheria  |
| 5 luglio | 17:30 | Giappone  | 12 - 18 | Ungheria  |
| 5 luglio | 19:30 | Australia | 5 - 18  | Italia    |
| 6 luglio | 17:30 | Giappone  | 18 - 19 | Croazia   |
| 6 luglio | 19:30 | Ungheria  | 10 - 13 | Italia    |
| 8 luglio | 17:30 | Ungheria  | 18 - 6  | Australia |
| 8 luglio | 19:30 | Italia    | 14 - 13 | Croazia   |

### Spareggi
Dopo la fase a gironi si affrontano per gli spareggi la quarta e la quinta squadra di ogni gruppo reciprocamente (4A contro 5B, 5A contro 4B) per conoscere le due squadre che entreranno a far parte dei quarti.
| Data     | Ora   | Gara          | Gara    | Gara      |
| -------- | ----- | ------------- | ------- | --------- |
| 9 luglio | 17:30 | Regno Unito   | 10 - 18 | Giappone  |
| 9 luglio | 19:30 | Corea del Sud | 4 - 21  | Australia |

## Fase finale

### Tabellone principale
|  | Quarti di finale       | Quarti di finale       |                        |                 | Semifinali                | Semifinali                |  |  | Finale                 | Finale |
|  |                        |                        |                        |                 |                           |                           |  |  |                        |        |
|  | 10 luglio 2019 - 17:30 |                        |                        |                 |                           |                           |  |  |                        |        |
|  |                        |                        |                        |                 |                           |                           |  |  |                        |        |
|  | Francia                | 9                      |                        |                 |                           |                           |  |  |                        |        |
|  | Francia                | 9                      | 13 luglio 2019 - 12:00 |                 |                           |                           |  |  |                        |        |
|  | Italia                 | 15                     |                        |                 |                           |                           |  |  |                        |        |
|  | Italia                 | 15                     | Italia                 | 14              |                           |                           |  |  |                        |        |
|  | 10 luglio 2019 - 13:30 |                        | Italia                 | 14              |                           |                           |  |  |                        |        |
|  |                        | Russia                 | 6                      |                 |                           |                           |  |  |                        |        |
|  | Russia                 | Russia                 | 6                      | 13              |                           |                           |  |  |                        |        |
|  | Russia                 |                        | 14 luglio 2019 - 13:00 | 13              |                           |                           |  |  |                        |        |
|  | Australia              | 7                      |                        |                 |                           |                           |  |  |                        |        |
|  | Australia              | 7                      | Italia                 | 18              |                           |                           |  |  |                        |        |
|  | 10 luglio 2019 - 15:30 |                        | Italia                 | 18              |                           |                           |  |  |                        |        |
|  |                        | Stati Uniti            | 7                      |                 |                           |                           |  |  |                        |        |
|  | Stati Uniti            | Stati Uniti            | 7                      | 12              |                           |                           |  |  |                        |        |
|  | Stati Uniti            | 13 luglio 2019 - 14:00 |                        | 12              |                           |                           |  |  |                        |        |
|  | Croazia                | 11                     |                        |                 |                           |                           |  |  |                        |        |
|  | Croazia                | 11                     | Stati Uniti            | 12              | Finale per il terzo posto | Finale per il terzo posto |  |  |                        |        |
|  | 10 luglio 2019 - 19:30 |                        | Stati Uniti            | 12              | Finale per il terzo posto | Finale per il terzo posto |  |  |                        |        |
|  |                        | Ungheria               | 9                      |                 |                           |                           |  |  |                        |        |
|  | Ungheria               | Ungheria               | 9                      | 18              | Russia                    | 22                        |  |  |                        |        |
|  | Ungheria               |                        |                        | 18              | Russia                    | 22                        |  |  |                        |        |
|  | Giappone               | 3                      |                        | Ungheria (rig.) | 23                        |                           |  |  |                        |        |
|  | Giappone               | 3                      |                        |                 | 23                        |                           |  |  |                        |        |
|  |                        |                        |                        |                 |                           |                           |  |  | 14 luglio 2019 - 11:00 |        |
|  |                        |                        |                        |                 |                           |                           |  |  |                        |        |

### Tabellone per la 5-8 posizione
|  | Semifinali | Semifinali | Semifinali |          |         | Finale          | Finale          | Finale          |  |
|  |            |            |            |          |         |                 |                 |                 |  |
|  | Francia    | Francia    | 7          |          |         |                 |                 |                 |  |
|  | Francia    | Francia    | 7          |          |         |                 |                 |                 |  |
|  | Australia  | Australia  | 3          |          |         |                 |                 |                 |  |
|  | Australia  | Australia  | 3          |          | Francia | Francia         | 9               |                 |  |
|  |            |            |            |          | Francia | Francia         | 9               |                 |  |
|  |            |            | Giappone   | Giappone | 17      |                 |                 |                 |  |
|  | Croazia    | Croazia    | Giappone   | Giappone | 17      | 16              |                 |                 |  |
|  | Croazia    | Croazia    |            |          |         | 16              |                 |                 |  |
|  | Giappone   | Giappone   | 17         |          |         | Finale 3º posto | Finale 3º posto | Finale 3º posto |  |
|  | Giappone   | Giappone   | 17         |          |         |                 |                 |                 |  |
|  |            |            |            |          |         |                 |                 |                 |  |
|  |            |            |            |          |         | Australia       | Australia       | 4               |  |
|  |            |            |            |          |         | Australia       | Australia       | 4               |  |
|  |            |            |            |          |         | Croazia         | Croazia         | 12              |  |

### Finale 9-10 posizione
Si affrontano le due perdenti degli spareggi.
| 11 luglio 2019, ore 15:30 | Corea del Sud | 7 – 15 | Regno Unito |  |

## Podio

### Campione
Italia - Pallanuoto alla XXX Universiade - Torneo maschilePellegrini 1, Del Basso 2, Cannella 3, Spione 4, Panerai 5, Campopiano 6, Guidi 7, Bruni 8, Alesiani 9, Di Martire 10, Novara 11, Esposito 12, Massaro 13, CT: Angelini

## Classifica finale
| Pos. | Squadra       |
| ---- | ------------- |
|      | Italia        |
|      | Stati Uniti   |
|      | Ungheria      |
| 4    | Russia        |
| 5    | Giappone      |
| 6    | Francia       |
| 7    | Croazia       |
| 8    | Australia     |
| 9    | Regno Unito   |
| 10   | Corea del Sud |